# Salar de Ascotán
Salar de Ascotán är en saltslätt i Chile.   Den ligger i regionen Región de Antofagasta, i den norra delen av landet, 1 300 km norr om huvudstaden Santiago de Chile.